# Schloss Burgbrohl

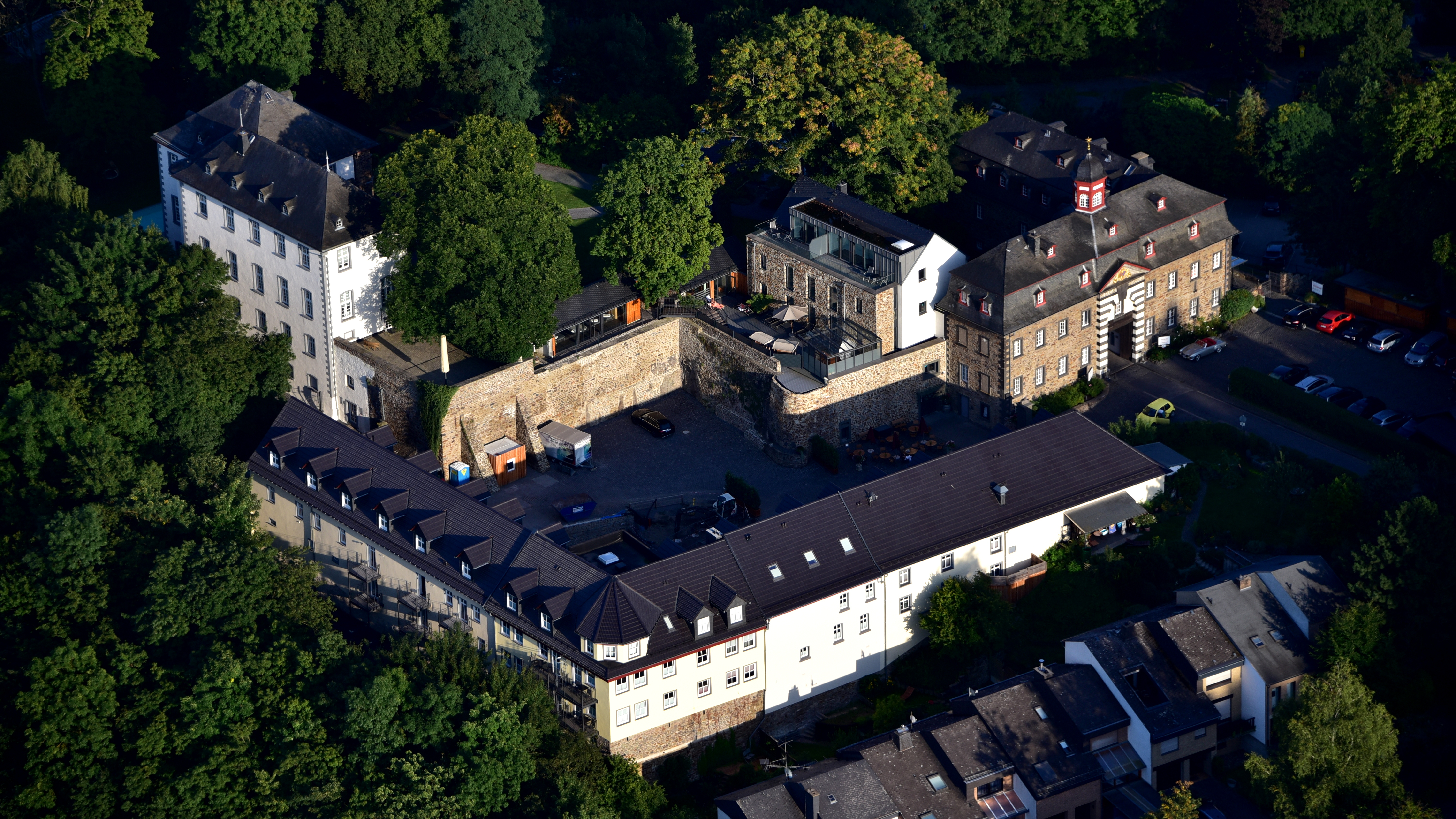
Schloss Burgbrohl, Luftaufnahme (2017)

Schloss und Dorf Burgbrohl 1852 – Lithographie von H. von Dirks

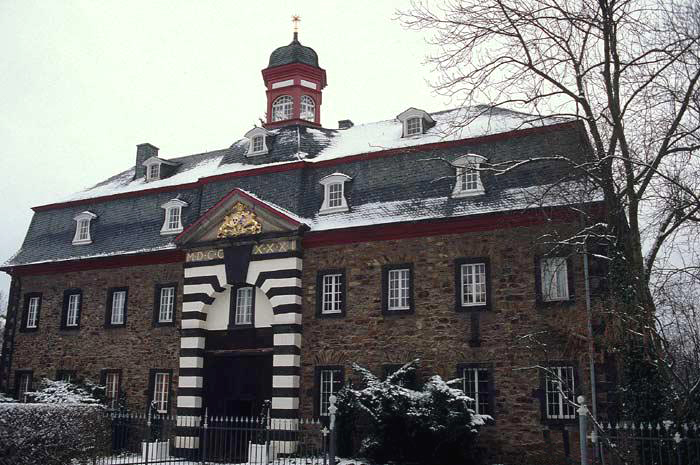
Schloss Burgbrohl im Winter 1991. Erstes Gebäude, genannt Die Burg oder die Kellnerei.

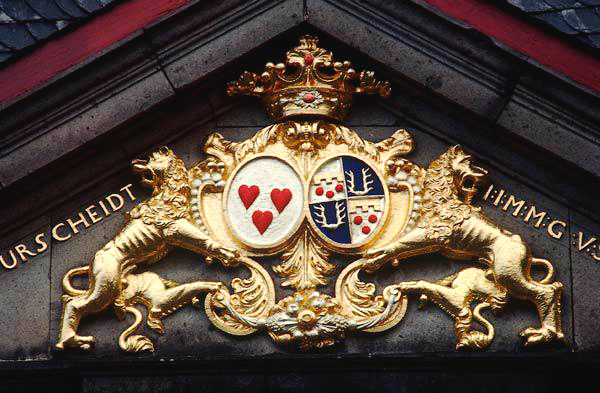
Die Wappen von Kasper Franz von Bourscheidt und Isabella Gräfin von Schaesberg, 1731, über dem Eingangstor von Schloss Burgbrohl.

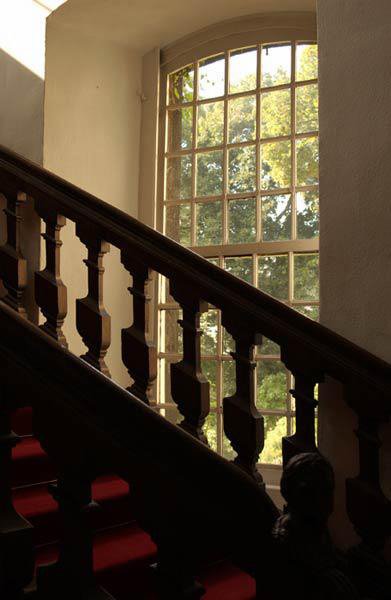
Treppenaufgang, Schloss Burgbrohl. Zweites Gebäude, genannt Das Schloss.

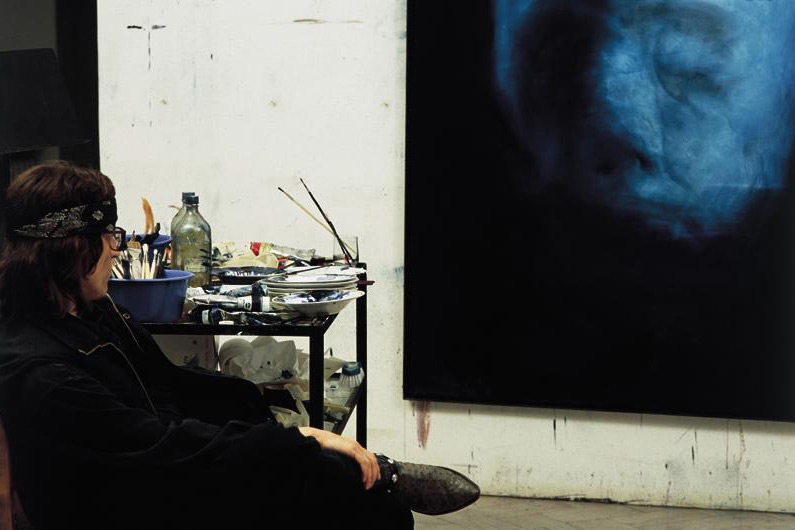
Gottfried Helnwein in seinem Atelier auf Schloss Burgbrohl, 1996

Schloss Burgbrohl liegt oberhalb der Gemeinde Burgbrohl im Landkreis Ahrweiler in Rheinland-Pfalz.

## Geschichte
Zum ersten Mal taucht Burgbrohl urkundlich im Mittelalter auf, als Volcoldus von Brule 1093 bzw. 1112 als Zeuge in der Gründungsurkunde des Klosters Laach durch den Pfalzgrafen Heinrich II. genannt wurde. Möglicherweise hatten die Herren von Brule als Beamte des vom Kaiser eingesetzten Gaugrafen einen befestigten Hof auf dem Burgberg und überwachten die strategische Stelle der sich kreuzenden Wege im Tal.
Ihre Bedeutung muss zugenommen haben, denn in einer Urkunde von 1289 wird schon von einem Schloss gesprochen. Im Jahre 1338 „trugen die Herren von Brohl mit Turm, Pforte, Vorburg mit dem Gericht im Tal und um die Burg dem Markgrafen Wilhelm von Jülich zu Lehen auf“. Die Lehenstätigkeit hat bis zur völligen Neuordnung durch die Franzosen 1794 gedauert. Elsa von Brohl gestattete im Jahre 1471 dem Trierer Kurfürsten Johann II. ein Öffnungsrecht zur Burg Brohl für dessen Lebenszeit. Da Elsa von Brohl die letzte ihres Geschlechtes war, wurde das Erbe laut ihrem Testaments auf die Familien Winneburg, Eltz und Braunsberg aufgeteilt. Die entstehenden Streitigkeiten zogen sich fast 100 Jahre hin, bis gegen 1560 die Familie von Braunsberg die Burg an sich brachte und am 3. März 1563 Wilhelm von Braunsberg von Herzog Wilhelm von Jülich mit der Herrschaft erneut belehnt wurde.
Als am Ende des 17. Jahrhunderts französische Truppen Westdeutschland zeitweise besetzt hatten, wurde das Schloss Burgbrohl bei deren Rückzug gleichzeitig mit den Burgen Olbrück, Rheineck und Sinzig in der Nacht zum 1. Mai 1689 durch Brand vernichtet. Der Neuaufbau des Schlosses und die Anfang des 18. Jahrhunderts erfolgte Hochzeit des Kasper Franz von Bourscheidt mit Isabella Gräfin von Schaesberg führten zu einer Blütezeit der Herrschaft. Relativ schnell wurde das Schloss in den Jahren 1709/10 wieder aufgebaut, und 1731 folgte der Bau einer neuen Kellnerei.
Ferdinand von Bourscheid ließ zu Anfang des 19. Jahrhunderts den Felshügel von Futtermauern umschließen. Auf der nun eben Fläche wurden Parkanlagen und Gärten angelegt. Am 6. März 1836 verstarb Johann Ludwig von Bourscheid und damit erlosch das Geschlecht.
Verkauft wurde die Herrschaft an Fr. G. Weckbecker aus Münstermaifeld für die Summe von 150.000 Reichstalern. Im gleichen Jahre erwarb P. Menn aus Koblenz das Gut, welches er 1838 an einen Major Decker veräußerte. Dieser wiederum überließ es 1845 dem Rector a. D. Johann Jakob Ewich, dessen Sohn Dr. Karl Otto Jakob Ewich – Arzt, Operateur und Geburtshelfer, so stellt er sich in seiner von ihm 1852 verfassten Schrift Der Führer am Laacher See und durch das Brohltal vor – sich „nach guten Erfahrungen mit den heilenden Wirkungen des ‚Heilbronn‘ und auch der Schloßquelle zur Gründung eines Curhauses (Schloß Burgbrohl) veranlaßt sah“ (siehe auch: Bemühungen für ein Kurbad Heilbronn bei Brohl).
Eine Lithographie von H. v. Dirks, Saarlouis 1852 „Schloß und Dorf Burgbrohl“ zeigt auf der dem Ort zugewandten Seite des westlichen Flügels die Inschrift „Curhaus“, Von den Erben Ewich erstand der Rentner Bernhard Grünwald das Schloss. Vermutlich 1889 schrieb der Architekt Joseph Steinbach in der zweiten Auflage seines Führers am Laacher See: „wohl war es nach all den Wechselfällen hohe Zeit, daß das schöne Besitzthum wieder in bewährte, vorsorgliche Hände kam. Nach der Besitzergreifung ging der neue Ankäufer sofort dazu über, das schöne Schloßgebäude, das nach einem großartigen Plan angelegt, aber nicht vollendet war, zu einem würdigen Abschluß zu bringen, welcher ihm unter Assistenz des Herausgebers unseres Führers als bauleitender Architect gelungen zu sein scheint.“
Der östliche Flügel erhielt auf der Südseite im Jahre 1879 einen Vorbau mit prächtigem Portal, mit Eingangshalle, Veranda und großer Freitreppe. Weitere Baupläne wurden nicht mehr verwirklicht.
In der Folge wechselte das Anwesen mehrfach den Besitzer und diente bis zu den 1960er Jahren unter anderem eine Zeit lang einem Männerorden als Kloster.
1985 erwarb der österreichische Künstler Gottfried Helnwein das Schloss und begann mit der Restaurierung der heruntergekommenen Gebäude und des Parks.
Er lebte und arbeitete hier mit seiner Familie bis 1997, als er Deutschland verließ und nach Irland übersiedelte. In diesem Zeitraum restaurierte und rekonstruierte er das Schloss und die Gartenanlage nach alten Plänen. Im Jahre 2006 verkaufte er Schloss Burgbrohl für 3,9 Mio. Euro an den Wiener Geschäftsmann und Kunstsammler Alexander Schütz. Im Jahr 2009 wurde das Schloss durch das Unternehmerehepaar Weber für 5 Mio. Euro gekauft und zum Schlosshotel umgebaut. Zum 1. Januar 2018 wurde das Hotel Schloss Burgbrohl vom Eigentümer Andreas Weber an die in Burgbrohl ansässige Unternehmerfamilie Heuft verkauft.